# Phlox hirsuta
Phlox hirsuta är en blågullsväxtart som beskrevs av Erich Nelson. Phlox hirsuta ingår i släktet floxar, och familjen blågullsväxter. Inga underarter finns listade i Catalogue of Life.

## Bildgalleri

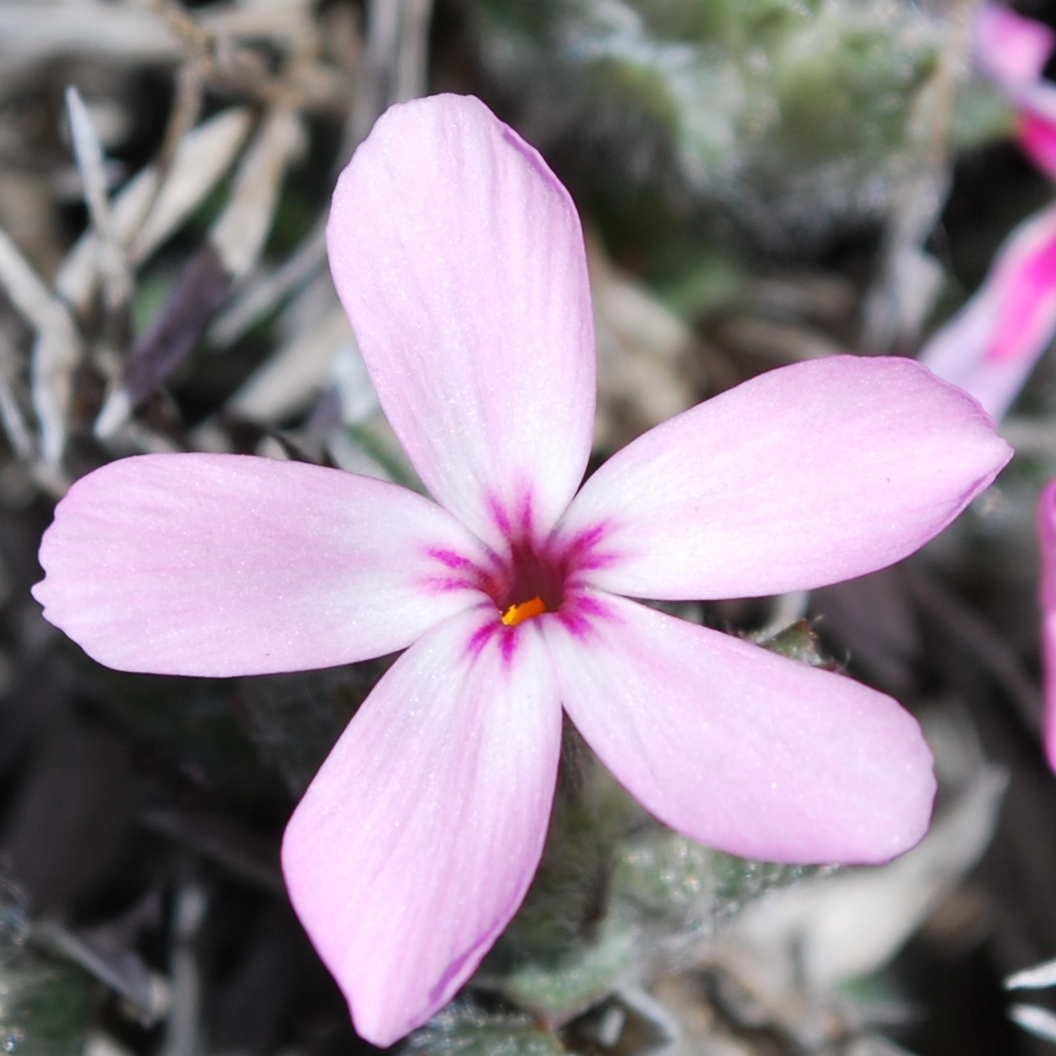